# 沈岭
沈岭（1919年—），男，直隶（今河北）蠡县人，中华人民共和国政治人物。

## 生平
早年参加八路军，后担晋绥野战军司令部警卫营教导员。此后历任青海省民和县县长，青海省人民政府秘书长，中共玉树州委第一书记，青海省人民政府副省长。1983年，任青海省政协主席。